# Chomiec mongolski
Chomiec mongolski, chomik mongolski (Allocricetulus curtatus) – gatunek ssaka z podrodziny chomików (Cricetinae) w obrębie rodziny chomikowatych (Cricetidae).

## Zasięg występowania
Chomiec mongolski występuje w Rosji (południowa Tuwa), północno-zachodnia i południowa Mongolia oraz północna Chińska Republika Ludowa (północno-wschodnia Sinciang, Mongolia Wewnętrzna, Gansu i Ningxia).

## Taksonomia
Gatunek po raz pierwszy zgodnie z zasadami nazewnictwa binominalnego opisał w 1925 roku amerykański zoolog Glover Morrill Allen nadając mu nazwę Cricetulus migratorius curtatus. Holotyp pochodził z Erenhot, w Mongolii Wewnętrznej, w Chińskiej Republice Ludowej. 
W dawniejszych ujęciach systematycznych A. curtatus był synonimem A. eversmanni, ale różnią się wyraźnie od siebie liczbą chromosomów i morfologią. Autorzy Illustrated Checklist of the Mammals of the World uznają ten takson za gatunek monotypowy.

### Etymologia
- Allocricetulus: gr. αλλος allos „inny, nowy”[8]; rodzaj Cricetulus Milne-Edawrds, 1867 (chomiczak).
- curtatus: łac. curtatus „skrócony”, od curtare „skrócić”, od curtus „krótki”[9].

## Morfologia
Długość ciała (bez ogona) 100–130 mm, długość ogona 16–26 mm, długość ucha 15–19 mm, długość tylnej stopy 14–19 mm; masa ciała 30–65 g. 

## Tryb życia
Zamieszkuje głównie stepy i półpustynie. Chomiec mongolski jest aktywny wczesnym wieczorem i nocą. Zjada nasiona i owady. Kopie krótkie nory z kilkoma wyjściami. Na czas zimy gromadzi w nich nasiona. Rozmnaża się od kwietnia. W ciągu roku występują 2–3 mioty po 4–9 młodych.

## Zagrożenia
Chomcom mongolskim grożą susze oraz degradacja siedlisk spowodowana przez wypas zwierząt, jednak nie dochodzi do spadku ich populacji.